# Norbert Wiener
Norbert Wiener (26 tháng 11 năm 1894 - 18 tháng 3 năm 1964) là một nhà toán học và triết học Mỹ. Ông là Giáo sư Toán học tại MIT.
Được biết đến như một thần đồng nổi tiếng, Wiener sau này trở thành một nhà nghiên cứu đầu tiên quá trình ngẫu nhiên và nhiễu, lĩnh vực liên quan đến kỹ thuật điện tử, truyền thông điện tử, hệ thống điều khiển.
Wiener được coi là người khởi đầu cho điều khiển học, khoa học chuẩn hóa các khái niệm về thông tin phản hồi, liên quan đến kỹ thuật, hệ thống điều khiển, khoa học máy tính, sinh học, khoa học thần kinh, triết học, và tổ chức xã hội.

## Tiểu sử

### Tuổi trẻ
Wiener được sinh ra tại Columbia, Missouri, là con đầu của Leo Wiener và Bertha Kahn, lần lượt là người Ba Lan gốc Do Thái  và gốc Đức. Norbert Wiener đã là một thần đồng nổi tiếng. Leo đa giáo dục Norbert ở nhà cho đến năm 1903, sử dụng các phương pháp giảng dạy do ông tự sáng chế, ngoại trừ một thời kỳ ngắn ngủi khi Norbert 7 tuổi. Kiếm sống bằng việc giảng dạy tiếng Đức và Slavic, Leo đọc rộng và tích lũy được một thư viện cá nhân mà từ đó cậu bé Norbert đã hưởng lợi rất nhiều. Leo cũng có khả năng toán học phong phú và dạy kèm cho con trai ông lĩnh vực này cho đến khi cậu bé rời nhà. Trong cuốn tự truyện của mình, Norbert mô tả cha mình là bình tĩnh và kiên nhẫn, trừ khi anh ta (Norbert) trả lời thiếu chính xác, lúc đó cha sẽ mất bình tĩnh.
Mặc dù được nuôi dưỡng trong một gia đình Do Thái, sau này ông trở thành một người theo thuyết bất khả tri.
Sau khi tốt nghiệp trung học tại trường Ayer vào năm 1906 lúc 11 tuổi, Wiener vào Tufts College. Ông được trao bằng cử nhân toán học vào năm 1909 ở tuổi 14, từ đó ông bắt đầu nghiên cứu sau đại học về động vật học tại Đại học Harvard. Năm 1910, ông chuyển đến Cornell nghiên cứu triết học.

### Harvard và Thế chiến thứ I
Năm sau ông quay lại Harvard, trong khi vẫn tiếp tục nghiên cứu triết học. Trở lại Harvard, Wiener đã bị ảnh hưởng bởi Edward Vermilye Huntington, người quan tâm tới toán học từ tiên đề cơ bản cho đến các vấn đề kỹ thuật. Ông nhận bằng thạc sĩ từ Harvard năm 1912 và bằng tiến sĩ năm 1914, khi ông chỉ 18 tuổi, cho một luận án về logic toán học, giám sát bởi Karl Schmidt, các kết quả quan trọng trong số đó đã được công bố là kết quả của Wiener (1914). Trong luận văn này, ông là người đầu tiên nêu công khai rằng các cặp có thứ tự có thể được xác định theo lý thuyết tập hợp. Do đó các quan hệ có thể được xác định bởi lý thuyết tập hợp, do đó lý thuyết về các mối quan hệ không đòi hỏi bất kỳ tiên đề hoặc khái niệm nguyên thủy khác biệt với những lý thuyết tập hợp. Năm 1921, Kazimierz Kuratowski đề xuất đơn giản hóa các định nghĩa về các cặp có thứ tự của Wiener, và sự đơn giản hóa này đã được sử dụng phổ biến từ đó. Nó là (x, y) = [5].
Trong năm 1914, Wiener đi đến châu Âu, được giảng dạy bởi Bertrand Russell và G. H. Hardy tại Đại học Cambridge, và David Hilbert và Edmund Landau tại Đại học Göttingen. Trong thời gian 1915-1916, ông dạy Triết học tại Harvard, sau đó là một kỹ sư của General Electric và viết bài cho Encyclopedia Americana. Wiener đã nhanh chóng thành một nhà báo cho Boston Herald, nơi ông đã viết lại một câu chuyện về điều kiện lao động khó khăn của những người công nhân tại Lawrence, Massachusetts, nhưng ông đã bị sa thải ngay sau đó do đã từ chối viết bài lăng xê một chính trị gia, chủ của tờ báo.
Mặc dù Wiener cuối cùng trở thành một người theo chủ nghĩa hòa bình kiên định, ông đã hăm hở tham gia chiến tranh trong Thế chiến I. Năm 1916, với sự tham gia của Mỹ vào cuộc chiến tranh càng sâu hơn, Wiener tham dự một trại huấn luyện cho các cán bộ quân sự tiềm năng, nhưng không nhận được một nhiệm vụ nào. Một năm sau Wiener một lần nữa cố gắng gia nhập quân đội, nhưng chính phủ lại từ chối do thị lực kém của ông. Trong mùa hè năm 1918, Oswald Veblen mời Wiener để nghiên cứu đạn đạo học tại Aberdeen Proving Ground ở Maryland.  Sống và làm việc với các nhà toán học khác tăng cường sự quan tâm của ông trong lĩnh vực toán học. Tuy nhiên, Wiener là vẫn còn háo hức để phục vụ trong quân ngũ, và quyết định nỗ lực một lần nữa, lần này trong vai trò là một người lính bình thường. Wiener đã viết trong một bức thư gửi cho cha mẹ của ông, "Con phải tự xem mình là một loại người rẻ rúm nếu con muốn làm một sĩ quan mà không muốn là một người lính".  Lần này quân đội chấp nhận Wiener nhập ngũ và giao cậu, bởi sự trùng hợp, cho một đơn vị đồn trú tại Aberdeen, Maryland. Thế chiến I kết thúc chỉ vài ngày sau khi Wiener trở về Aberdeen và Wiener đã xuất ngũ vào tháng 2 năm 1919.

### Sau chiến tranh
Wiener đã không thể đảm bảo một vị trí cố định tại Harvard, ông đổ lỗi phần lớn vào chủ nghĩa bài Do Thái tại các trường đại học và đặc biệt là về mối ác cảm của nhà toán học Harvard G. D. Birkhoff.  Ông cũng đã bị từ chối cho một vị trí tại Đại học Melbourne. Theo gợi ý của WF Osgood, Wiener đã trở thành một giảng viên dạy toán tại MIT, nơi ông đã dành phần còn lại trong sự nghiệp của mình, và cuối cùng trở thành Giáo sư. Có một bức ảnh của ông được treo nổi bật trong một trong hành lang, thường được sử dụng trong việc chỉ hướng.
Trong năm 1926, Wiener trở lại châu Âu như một học giả Guggenheim. Ông đã dành hầu hết thời gian của mình tại Göttingen và với Hardy tại Cambridge, làm việc trên chuyển động Brown, Fourier rời, vấn đề Dirichlet, phân tích hài hòa, và các định lý Tauberian.
Năm 1926, cha mẹ của Wiener sắp xếp cuộc hôn nhân với một người Đức nhập cư, Margaret Engemann; họ đã có hai con gái. Chị anh, Constance, kết hôn Philip Franklin. Con gái của họ, Janet, cô cháu gái của Wiener, kết hôn Václav E. Beneš.
Có nhiều giai thoại kể về ông về tính đãng trí. Người ta nói rằng một lần ông trở về nhà để tìm căn nhà của mình trống rỗng. Ông hỏi của một cô gái gần đó lý do, và cô ấy nói rằng gia đình đã chuyển đến ở nơi khác trong ngày hôm đó. Ông cảm ơn cô đã thông tin và cô ấy trả lời: "Đó là lý do tại sao con ở lại đây, bố ạ!"

### Trong và sau chiến tranh thế giới II
Trong Thế chiến II, công trình của ông về súng phòng không tự động nhắm và bắn đã khiến Wiener tìm hiểu lý thuyết thông tin của Claude Shannon một cách độc lập và phát minh ra bộ lọc Wiener. (Đối với ông là do thực hành tiêu chuẩn hiện hành về mô hình hoá một nguồn thông tin như là một quá trình ngẫu nhiên - nói cách khác, như một loạt các nhiễu.) Công trình chống máy bay của ông cuối cùng đã dẫn ông đến việc hình thành ngành điều khiển học.  Sau chiến tranh, sự nổi tiếng của ông đã giúp MIT tuyển được một đội ngũ nghiên cứu khoa học về nhận thức, bao gồm các nhà nghiên cứu trong lĩnh vực tâm sinh lý học và toán học và sinh lý của hệ thần kinh, bao gồm cả Warren Sturgis McCulloch và Walter Pitts. Những người này sau đó có những đóng góp tiên phong cho ngành khoa học máy tính và trí tuệ nhân tạo. Chẳng bao lâu sau khi nhóm được thành lập, Wiener đột nhiên kết thúc tất cả các liên lạc với các thành viên của nó, làm các đồng nghiệp của ông hoang mang. Điều này làm Walter Pitts, bị tổn thương và dẫn đến sự nghiệp của ông xuống dốc. Trong cuốn tiểu sử của Wiener, Conway và Siegelman cho rằng vợ Wiener của Margaret, người ghét lối sống phóng túng của McCulloch, là người gây nên sự việc trên.
Wiener sau đó đã giúp phát triển các lý thuyết của điều khiển học, robot học, điều khiển máy tính và tự động hóa. Ông đã thảo luận mô hình của các tế bào thần kinh với John von Neumann, và trong một lá thư từ tháng 11 năm 1946 von Neumann đã trình bày suy nghĩ của mình trước một cuộc họp với Wiener.
Wiener luôn chia sẻ những lý thuyết và những phát hiện của mình với các nhà nghiên cứu khác, và ghi nhận có sự đóng góp của những người khác. Chúng bao gồm các nhà nghiên cứu của Liên Xô và các phát hiện của họ. Sự quen biết với họ gây cho ông sự nghi ngờ trong suốt thời kỳ Chiến tranh Lạnh. Ông là một người ủng hộ mạnh mẽ việc sử dụng tự động hóa để cải thiện mức sống, và để chấm dứt tình trạng kém phát triển kinh tế. Ý tưởng của ông đã ảnh hưởng tới Ấn Độ, nơi chính phủ được ông làm cố vấn trong những năm 1950.
Sau chiến tranh, Wiener ngày càng trở nên quan tâm đến những gì ông tin là can thiệp chính trị tới nghiên cứu khoa học, và quân sự hóa khoa học. Bài viết của ông "Một nhà khoa học nổi loạn" cho vấn đề tháng 1 năm 1947 của tờ The Atlantic Monthly kêu gọi các nhà khoa học xem xét những tác động đạo đức của công việc của họ. Sau chiến tranh, ông đã từ chối chấp nhận bất cứ nguồn tài trợ nào của chính phủ hoặc làm việc trong các dự án quân sự. Niềm tin của Wiener liên quan đến vũ khí hạt nhân và chiến tranh lạnh trái ngược với John von Neumann là chủ đề chính của cuốn sách John Von Neumann và Norbert Wiener.
Wiener là một người tham gia các hội nghị Macy. Ông qua đời ở tuổi 69, tại Stockholm, Thụy Điển.

### Giải thưởng và danh hiệu
- Wiener đoạt Giải tưởng niệm Bôcher vào năm 1933 và Huân chương Khoa học Quốc gia vào năm 1963, do Tổng thống Johnson tại một buổi lễ của Nhà Trắng vào tháng Giêng, năm 1964, ngay trước khi ông mất.
- Wiener đoạt giải thưởng quốc gia sách của Mỹ năm 1965 trong lĩnh vực Khoa học, Triết học và Tôn giáo đối với Thiên Chúa và Golem, Inc.:. Một nhận xét về một số điểm mà Điều khiển học động chạm đến Tôn giáo
- Giải thưởng Wiener Norbert trong lĩnh vựcToán học Ứng dụng đã được lập vào năm 1967 để vinh danh Norbert Wiener bởi khoa toán học của đại học MIT và được cả Hội Toán học Mỹ và Hiệp hội toán ứng dụng và công nghiệp hỗ trợ
- Giải thưởng Wiener Norbert trong lĩnh vực xã hội và trách nhiệm chuyên nghiệp được trao hàng năm bởi CPSR,{/1, được thành lập vào năm 1987 để vinh danh Wiener để ghi nhận đóng góp của các chuyên gia máy tính đối với trách nhiệm xã hội trong việc sử dụng máy tính.
- Miệng núi lửa Wiener ở phía xa của mặt trăng được mang tên ông.
- Trung tâm Wiener Norbert về Phân tích và ứng dụng sóng hài, tại Đại học Maryland, College Park, được đặt tên để vinh danh ông.
- Robert A. Heinlein đặt tên một con tàu vũ trụ theo tên ông vào năm 1957 Citizen cuốn tiểu thuyết của Galaxy, một tàu "Free Trader" được gọi là Norbert Wiener đã đề cập trong Chương 14.

## Sự nghiệp
Wiener là nhà nghiên cứu đầu tiên của quá trình ngẫu nhiên và nhiễu, công trình đóng góp liên quan đến kỹ thuật điện tử, truyền thông điện tử, hệ thống điều khiển.
Wiener được coi là người khởi xướng của điều khiển học, một hệ thống hóa các khái niệm về thông tin phản hồi, có nhiều ý nghĩa đối với kỹ thuật, hệ thống điều khiển, khoa học máy tính, sinh học, triết học, và tổ chức xã hội.
Công trình của Wiener trong điều khiển học đã ảnh hưởng tới Gregory Bateson và Margaret Mead, và qua họ ảnh hưởng tới nhân học, xã hội học, và giáo dục.

### Phương trình Wiener
Một trình diễn toán học đơn giản của chuyển động Brown, phương trình Wiener, đặt theo tên của Wiener, giả định tốc độ hiện tại của một hạt chất lỏng dao động ngẫu nhiên.

### Bộ lọc Wiener
Trong lĩnh vực xử lý tín hiệu, bộ lọc Wiener là một bộ lọc được đề xuất bởi Wiener trong những năm 1940 và được công bố vào năm 1949. Mục đích của nó là để giảm lượng nhiễu xuất hiện bên trong một tín hiệu bằng cách so sánh với ước tính của tín hiệu không bị nhiễu mong muốn.

### Trong toán học
Wiener quan tâm lớn tới các lý thuyết toán học về chuyển động Brown (được đặt tên theo Robert Brown) chứng minh nhiều kết quả hiện nay được biết đến rộng rãi như các phi-khả vi của các đường dẫn. Do đó, phiên bản một chiều của chuyển động Brown đã được đặt tên là quá trình Wiener. Nổi tiếng với quá trình Lévy, quá trình ngẫu nhiên Càdlàg với gia số độc lập thống kê tĩnh, và xảy ra thường xuyên trong toán học thuần túy và toán ứng dụng, vật lý và kinh tế (ví dụ thị trường chứng khoán).
Định lý Tauberian Wiener, một kết quả trong năm 1932 của Wiener, phát triển định lý Tauberian trong lý thuyết khả tích, trên mặt một chương phân tích thực tế, bằng cách hiển thị hầu hết các kết quả được biết đến có thể được gói gọn trong một nguyên tắc lấy từ phân tích sóng hài. Trong các công thức hiện nay, định lý của Wiener không có bất cứ liên hệ rõ ràng với định lý Tauberian, vốn liên quan tới các chuỗi vô tận; tuy nhiên sự tịnh tiến từ công thức tích phân, hoặc bằng cách sử dụng ngôn ngữ của phân tích hàm và đại số Banach, là một quá trình tương đối thường xuyên.
Định lý Paley-Wiener liên quan tới tính tăng trưởng của toàn bộ hàm trên C n và biến đổi Fourier của phân phối Schwartz của compact support (giá kết).
Định lý Wiener-Khinchin, (hoặc định lý Wiener - Khintchine hoặc Khinchin - Kolmogorov), nói rằng mật độ phổ công suất của một quá trình ngẫu nhiên rộng-nhạy-tĩnh là biến đổi Fourier của hàm tự tương quan.
Một không gian Wiener trừu tượng là một đối tượng toán học trong lý thuyết đo lường, được sử dụng để xây dựng một đo lường "đầy đủ", cực dương và hữu hạn cục bộ trên một không gian vectơ hữu hạn chiều. Xây dựng ban đầu của Wiener chỉ áp dụng cho không gian của các đường liên tục giá trị thực trên các khoảng đơn vị, được gọi là không gian Wiener cổ điển. Leonard Gross cung cấp một tổng quát hóa cho trường hợp của một không gian Banach tổng thể tách rời.
Chính khái niệm về một không gian Banach đã được phát hiện ra một cách độc lập bởi cả Wiener và Stefan Banach trong cùng khoảng thời gian như nhau.
Trung tâm Norbert Wiener về Phân tích Hài và ứng dụng (NWC) tại Khoa Toán học tại Đại học Maryland, College Park được dành cho những di sản khoa học và toán học của Norbert Wiener. Website NWC nhấn mạnh các hoạt động nghiên cứu của Trung tâm. Hơn nữa, mỗi năm Trung tâm Norbert Wiener tổ chức tháng hai Fourier Talks, một hội nghị quốc gia hai thể hiện các tiến bộ trong phân tích hài cả lý thuyết và ứng dụng trong ngành công nghiệp, chính phủ, và học thuật.

## Ấn phẩm
- 1930
- 1933, The Fourier Integral and Certain of its Applications Cambridge Univ. Press; reprint by Dover, CUP Archive 1988 ISBN 0-521-35884-1
- 1942, Extrapolation, Interpolation and Smoothing of Stationary Time Series. Một bài báo được xếp vào thời chiến có mật danh "the yellow peril" bởi vì màu của tấm bìa và độ khó của chủ đề. Xuất bản sau chiến tranh năm 1949 MIT Press. http://www.isss.org/lumwiener.htm Lưu trữ ngày 16 tháng 8 năm 2015 tại Wayback Machine])
- 1948. Paris, (Hermann & Cie) & Camb. Mass. (MIT Press) ISBN 978-0-262-73009-9; 2nd revised ed. 1961.
- 1950, The Human Use of Human Beings. The Riverside Press (Houghton Mifflin Co.).
- 1958, Nonlinear Problems in Random Theory. MIT Press & Wiley.
- 1964, Selected Papers of Norbert Wiener. Cambridge Mass. 1964 (MIT Press & SIAM)
- 1964, MIT Press.
- 1966, Published in book form.
- 1966, Generalized Harmonic Analysis and Tauberian Theorems. MIT Press.
- 1993, This was written in 1954 but Wiener abandoned the project at the editing stage and returned his advance. MIT Press published it posthumously in 1993.
- 1976–84, The Mathematical Work of Norbert Wiener. Masani P (ed) 4 vols, Camb. Mass. (MIT Press). This contains a complete collection of Wiener's mathematical papers with commentaries.

Tiểu thuyết:
- 1959,The Tempter. Random House.

Tự truyện:
- 1953. Ex-Prodigy: My Childhood and Youth. MIT Press.
- 1956. I am a Mathematician. London (Gollancz).

Dưới cái tên "W. Norbert"
- 1952 The Brain and other short science fiction in Tech Engineering News